# Сантим

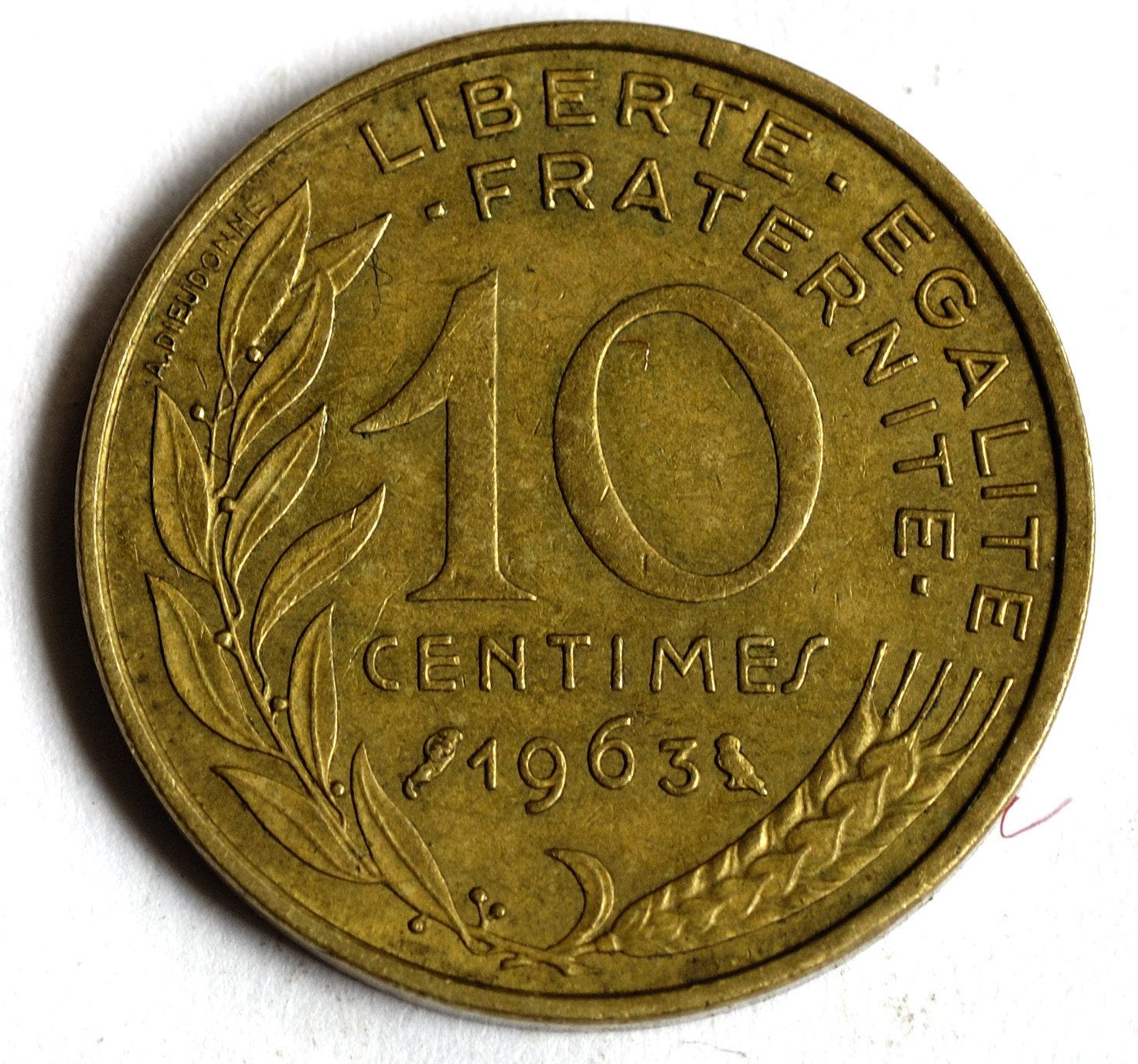
10 французьких сантимів 1963 року

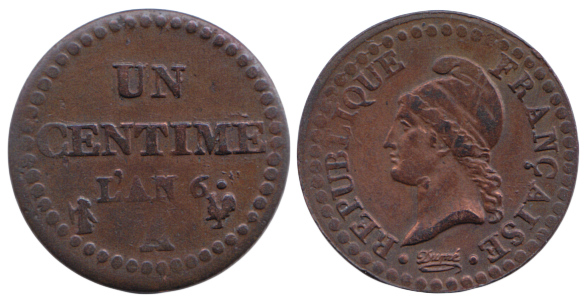
1 французький сантим 1797-1978 рокі

Санти́м (фр. centime, від лат. centum — «сто») — розмінна монета Франції та деяких інших держав. Скорочене написання c (франкомовні країни) чи s (Латвія; від латис. santīms).
- Розмінна монета Франції. У 1795 році грошовою одиницею Франції став франк, що ділився на 100 сантимів. Монети карбувалися з міді або бронзи номіналом 10, 5, 2 і 1 сантим і з срібла (а також з нікелю) 50, 25 і 20 сантимів. Під час Другої світової війни франк сильно знецінився, внаслідок чого сантим зник з обігу, але використовувався як лічильна одиниця. Карбування сантима відновлено в 1960 році.
- З 1832 році сантим став також розмінною монетою Бельгії, а потім Люксембургу та Швейцарії. Тепер сантим — розмінна монета в багатьох країнах, він становить 1 / 100 алжирського динара, франка КФА (Африканського фінансового співтовариства), франка Бурунді, малагасійської франка, малійського франка, марокканського дирхама, франка КФП (Французьких тихоокеанських колоній), франка Руанди, франка Джибуті, швейцарського франка (у Швейцарії сантим називають також рапп).
- Розмінна монета Латвії з 1920 по 1940 році, відповідала французькому сантиму. 1 сантим дорівнював 1 / 100 лата. На аверсі — герб країни, на реверсі — позначення вартості (на монеті в 50 сантимів зображувалося рульове весло). Монети випускалися з нікелю — 50, 20 і 10 сантимів, з бронзи — 5, 2 і 1 сантим.
- Сантим є також 1/100 колона Коста-Рики.

## Джерело
- 3варич В. В. Нумізматичний словник. — Львів: «Вища школа», 1978, 338 с.